# Bahnhof Dommeldange

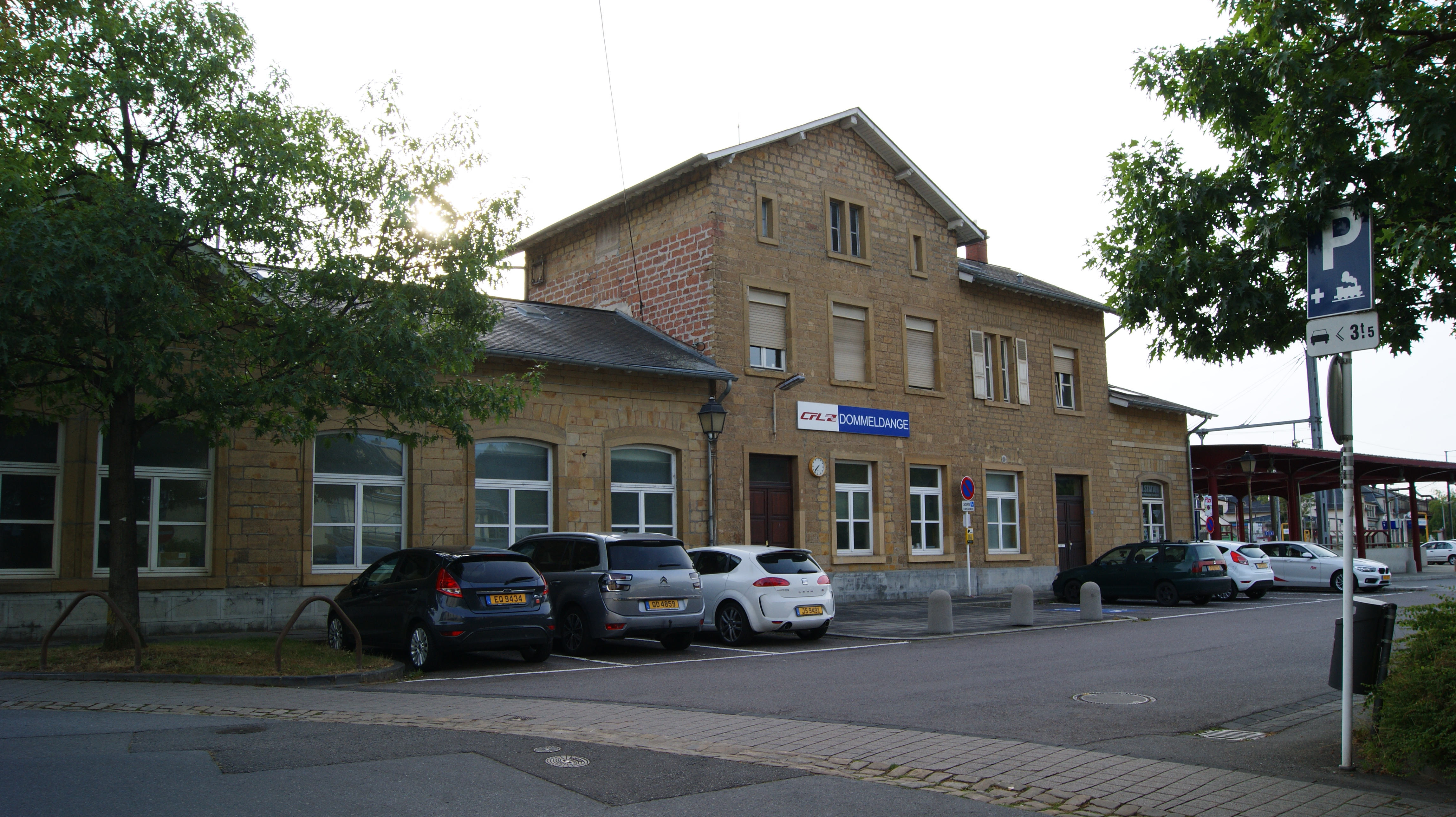
Bahnhof Dommeldange, Straßenseite

Der Bahnhof Dommeldange ist ein Bahnhof in Luxemburg. Er liegt an der sogenannten Nordstrecke, die längs durch fast ganz Luxemburg verläuft (ca. 77 km lang). Richtung Norden liegt der nächste Bahnhof Walferdange, Richtung Süden der Bahnhof Pfaffenthal-Kirchberg bzw. der Bahnhof Luxemburg. Er besaß einst größere Bedeutung für Luxemburgs eisenverarbeitende Industrie.

## Geschichte
Der Bahnhof in Dommeldingen verdankt seine Existenz vor allem der früher hier wichtigen Verfrachtung von Eisenerz auf der Nordstrecke. Das örtliche Stahlwerk bezog einen erheblichen Anteil des Erzes über die Eisenbahn und die fertigen Stahlprodukte wurden mit der Eisenbahn über den Bahnhof weiter transportiert. Das Bahnhofsgebäude ist zweckmäßig und relativ einfach ausgeführt.
Unfall 1870
Bei einem Eisenbahnunfall am 21. Mai 1870 um etwa 20:30 Uhr im Bahnhof Dommeldange wurden dreizehn Menschen getötet und eine große Zahl verletzt, als bei einem Zug, der etwa 400 Tonnen Eisenerz geladen hatte, die Bremsen versagten und dieser mit hoher Geschwindigkeit im Bahnhof auf einen Personenzug auffuhr. Bei den meisten Opfern handelte es sich um Bergleute, die sich auf der Wochenendheimfahrt befanden.

## Lage
Die westliche Seite des Bahnhofs wird durch die Rue Nenning begrenzt, die über eine Verlängerung der Unterführung zu den Bahnsteigen 1 und 2 mit ihm ist. Östlich und direkt an einem Teil des Bahnhofs vorbei führt die Rue de la station, nur wenige Meter vom Bahnhof ostwärts weiter entfernt findet sich die Hubertuskirche (franz.: Église Saint-Hubert). Südwärts, wenige Meter vor dem Bahnhof, befindet sich ein beschrankter Bahnübergang im Zuge der Route d’Echternach (CR233).

## Betrieb
Die Nordstrecke und der Bahnhof werden von der Société Nationale des Chemins de Fer Luxembourgeois (CFL; deutsch Nationale Gesellschaft der Luxemburgischen Eisenbahnen) betrieben. Der Bahnhof verfügt über einen kostenlosen Park-&-Rail-Parkplatz und einen Sonderparkplatz für Personen mit eingeschränkter Mobilität.